# San Jose, Kalifornija
San Jose je grad u američkoj saveznoj državi Kaliforniji. Godine 2009. imao je 1.006.892 stanovnika, čime je bio najveći grad Zaljevskog područja San Francisca, a treći u saveznoj državi, iza Los Angelesa i San Diega.
Grad, koji je centar informacijske industrije, leži u sjevernom dijelu doline Santa Clara, poznatom po nazivu Silicijska dolina. Privredu osim računalne čine i industrija automobilskih dijelova te kemijskih proizvoda, kao i poljoprivreda (voćarstvo). Grad posjeduje nekoliko sveučilišta, od kojih je najveće San José State University, osnovano 1862. godine. Dvadesetak kilometara istočno od San Josea astronomski je opservatorij Lick na vrhu planine Hamilton.
San Jose je osnovan 29. studenog 1777. godine kao El Pueblo de San José de Guadalupe. Od 1846. je u rukama Amerikanaca, a 1850. postaje glavni grad novostvorene savezne države Kalifornije.
San Jose ima profesionalne momčadi u hokeju, San Jose Sharks, te u nogometu, San Jose Earthquakes.
U gradu postoji značajna hrvatska zajednica, okupljena u župi Uznesenja Marijina.

## Vanjske poveznice
- Službena stranica (engl.)

### Ostali projekti
|  | Zajednički poslužitelj ima još gradiva o temi San Jose, Kalifornija |